# Agnetenkloster Würzburg
Das Agnetenkloster Würzburg oder St. Agnes ist ein ehemaliges Kloster der Klarissen in Würzburg in Bayern in der Diözese Würzburg.

## Geschichte
Das St. Agnes geweihte Kloster wurde 1250 gegründet. Das Klarissenkloster St. Agnes ging aus einer auf dem Gebiet des heutigen Hofgartens gelegenen Bartholomäusklause hervor. Ein Teil der die Klause betreibenden Beginen wurde von Papst Innozenz IV. 1254 dem Orden des hl. Damian, aus dem 1263 der Klarissenorden entstand, zugewiesen. Das Klarissenkloster wurde 1560 durch Fürstbischof Friedrich von Wirsberg aufgehoben. 1567 erhielten Jesuiten die Gebäude. 1765 bis 1798 wurde an Stelle der St. Agneskirche die St. Michaelskirche errichtet.